# Gieli
Gieli eller gyele är en av de västliga grupperna av pygméer i Centralafrika. Många av dem har undan för undan blivit tvungna att ge upp sitt traditionella levnadssätt som jägare-samlare, och i stället sökt livnära sig som jordbrukare. Gieli är en undergrupp till Aka.